# Alexandra Hedison
Alexandra Mary Hedison (ur. 10 lipca 1969 w Los Angeles) – amerykańska aktorka, córka aktorskiej pary – Davida i Bridget Hedisonów, siostra Sereny Rose Hedison.
W latach 2001–2004 była partnerką Ellen DeGeneres. W kwietniu 2014  poślubiła swoją partnerkę, aktorkę Jodie Foster.